# Pir Panjal

Pir Panjal är en bergsregion i den östra delen av Himalaya, belägen bland annat i den indiska delstaten Himachal Pradesh.